# Phlyctenanthus regularis
Phlyctenanthus regularis är en havsanemonart som beskrevs av Zamponi och Acuña 1992. Phlyctenanthus regularis ingår i släktet Phlyctenanthus och familjen Actiniidae. Inga underarter finns listade i Catalogue of Life.